# Хильковка (Хорольский район)
Хильковка (укр. Хильківка) — село,
Хильковский сельский совет,
Хорольский район,
Полтавская область,
Украина.
Код КОАТУУ — 5324886501. Население по переписи 2001 года составляло 658 человек.
Является административным центром Хильковского сельского совета, в который, кроме того, входит село
Григоровка.

## Географическое положение
Село Хильковка находится в 1,5 км от левом берегу реки Рудка,
выше по течению на расстоянии в 2 км расположено село Варваровка,
ниже по течению на расстоянии в 2,5 км расположено село Мищенки.
Через село проходит автомобильная дорога Т-1709.

## История
Гавриловская церковь известна с 1862 года
После 1945 присоеденено Курилово (Курилов), а между 1880 и 1910 хутор Дьяконовщина
Село указано на специальной карте Западной части России Шуберта 1826-1840 годов 

## Экономика
- Молочно-товарная ферма.
- «Хильковский», сельскохозяйственный ПК.

## Объекты социальной сферы
- Школа.
- Дом культуры.